# موزه مردم شناسی سرعین
موزه مردم‌شناسی سرعین با هدف شناسایی فرهنگ و پوشش و شغل منطقه در اسفند ماه ۱۴۰۲ افتتاح و در معرض عموم قرار گرفت. تنوع فرهنگی و بالاخص موقعیت جغرافیایی در دامنه کوه سبلان و آب گرم‌های متعدد طبیعی منشعب از کوه سبلان و همچنین هنل‌های متعدد و پیست اسکی آلوارس در تنوع فرهنگی منطقه تأثیر داشته است که این موزه روایتگر همین تنوع فرهنگی می‌باشد.